# Odo J. Struger
Odo Josef Struger (* 1931 in Unterloibl, Ferlach, Kärnten / Österreich; † 8. Dezember 1998 in Cleveland / Ohio) war ein Ingenieur und Erfinder, der maßgeblich an der Entwicklung der ersten speicherprogrammierbaren Steuerungen (SPS) beteiligt war.

## Leben
Struger ging in den 1950er Jahren von Österreich in die Vereinigten Staaten. In seinem Beruf wurde er ein Pionier der industriellen Elektronik, als er von 1958 bis 1997 beim US-amerikanischen Unternehmen Allen-Bradley, das später in der Rockwell Automation aufging, tätig war. Ihm wurde nachgesagt, „Vater“ von Allen-Bradley's Programmable Logic Controller (PLC) (= SPS) zu sein. Struger brachte es in seiner Lebensspanne auf etwa 50 Erfindungen.
Zur gleichen Zeit wie er entwickelte auch Richard E. Morley (Modicon) eines der ersten SPS-Geräte. 
Struger promovierte 1970 an der Technischen Universität Wien.

## Ehrungen
Struger war Ehrenbürger von Ferlach. Er erhielt 1996 in den USA den Prometheus Award. Das Museum of Science and Industry in Chicago, Illinois, nahm ihn in die Hall of Fame für Automation auf.